# Allehanda (veckoblad)
Allehanda var Nya Dagligt Allehandas veckoblad, en lördagsbilaga i form av en familjetidskrift som gavs ut under utgivningsperioden den 25 november 1899 till 25 november 1905. Tidningens fullständiga titel var Allehanda / Nya dagligt allehandas veckoblad. Tidningen var en periodisk bilaga till Nya Dagligt Allehanda. Någon uppgift om att det gick att prenumerera på Allehanda som en självständig tidning finns ej utan den ingick i prenumerationen på stora upplagan eller national upplagan mot en höjning av avgiften på 1 kr .

## Redaktion
Redaktionsort var Stockholm och  redaktörer var Johan Abraham Björklund från start till 3 juni 1905 sedan från 19 juni 1905 tidningens upphörande John Wigfors. Samma personer fungerade som ansvariga utgivare. Tidningen kom ut på lördagar.

## Tryckning
Förlag  för tidningen var Nya dagligt allehandas tidningsaktiebolag i Stockholm. Tidningen trycktes till 25 november 1905 på Nya dagligt allehandas tryckeri  men under tiden 18 mars 1905 till 25 november 1905 även på Aktiebolaget Förenade tidningars tryckeri i Stockholm. Man använde antikva och tryckte i svart + 1 färg. Tidningen hade 4 sidor på en satsyta 47 x 33 cm stor hela tiden.